# 若い季節 (映画)
『若い季節』（わかいきせつ）は、1962年10月20日に公開された古澤憲吾監督の東宝の劇映画。カラー。東宝スコープ。88分。
キャッチコピーは「豪華! この顔振れ この面白さ! パリ仕込みのミステリー? 青春大型喜劇!」

## 概要
NHK総合テレビで放送されていた人気ドラマ『若い季節』を、『ニッポン無責任時代』で気を吐く古澤憲吾によって映画化。渡辺プロ製作の最初の作品でもある。1年半後の1964年3月には同じ古澤憲吾監督によって続編『続・若い季節』が製作されたが、スタッフや出演者はかなり変更された。
原作版もミュージカルシーンは多かったのだが、古澤監督の演出力によって、更にミュージカルシーンは強化された。
あまり知られていない作品だったが、1986年11月22日に、TBSの土曜10時のの映画枠『土曜映画招待席』で放送（『続』と共に2週連続で）され、東宝からLDが発売された（『続』と共に現在は絶版）。2008年には、東宝から『続』と2作品セットの形でDVDが発売されている（レンタルなし）。
2014年12月2日、講談社の分冊百科『東宝 昭和の爆笑喜劇DVDマガジン』より、本作が発売。同年12月29日には『続』も発売された。

## ストーリー
プランタン化粧品で「ドリンク・ローズ」という名で売ろうとした飲む白粉が、商売敵トレビアン化粧品に「ホワイト・ロマン」という名で先を越されてしまう。プランタン社長・棚尾ケイ子は、急遽「ドリンク・ローズ」の販売を繰り上げる事にし、両社丁々発止の販売合戦が繰り広げられた。その頃棚尾は、「会社内に産業スパイがいるのでは」と怪しみ、坂本給仕に調査を依頼する一方、新製品開発のためパリの化粧品研究家・ケン加賀美をスカウトしようと画策、やがて加賀美が帰国すると、棚尾は松森専務・南川常務とともに空港へ赴き、入社させようとすると、トレビアンの木下専務が連れて行こうとする、棚尾は抗議するが、木下は「うちの方が先約でね」と言いつつ連れて行った。これでは仕方が無い。棚尾達はがっかりしながら帰社した。だがその後工場から「加賀美がやって来た」と連絡が入り、いざ工場へ。そこで出会った加賀美はプランタンが気に入り、入社する事に。早速彼の研究した液体口紅を、宣伝係長にしてチャームガール主任・植木のアイデアによる「ベニカオール」という名で売ろうとする。
そんなある日、坂本は、南川がトレビアンの木下と一緒になっているところを目撃し、有馬人事課長に報告するが、信用してもらえない。一方チャームガールの弓子は、恋人であるトレビアン宣伝部員・佐谷から、トレビアンの上役達は何も妨害作戦をしないという事を聞かされ、更にその事を南川に見つかり、後日棚尾にこの事を報告された挙げ句、南川に「トレビアンの妨害作戦も、色仕掛けを用いる様になっては、もう落ち目ですなァ。」とからかわれる。憤懣やるかたない弓子やチャームガール仲間の話を聞いた専属カメラマン・藤尾は、早速南川の尾行をする。
それから数日後、藤尾のリクエストによる「総合美容室の設置」が重役会議で認可され、藤尾は知り合いである総合美容のエキスパート・楠七重を推薦した。だが楠は「人間嫌い」、つまり人付き合いが悪いというのだ。そこで藤尾が全責任を持って入社交渉に赴き、楠が以前加賀美と付き合っていた事を利用して、「うちの会社にケン加賀美が居て、今度彼の開発した液体口紅を売る」と話した。それを知った楠は喜び、OKが取れる。そして藤尾は証拠とばかり、工場から帰る加賀美の姿を見せた。すると楠は「違うわよ、あんなの」と言ったではないか!! 不思議がる藤尾に対し楠は「自分が人間嫌いになったのは、加賀美に振られたから」と言う。それ故加賀美の顔は知っていたのだ。そして「加賀美は箱根にいる」と知らされた藤尾は、チャームガール達と共に箱根へ。そこで出会ったのが、ホンモノのケン加賀美だった（以降、本物の加賀美は「加賀美」、ニセモノの加賀美は「ニセモノ」と表記）。加賀美は楠に対し「今でも愛している」と打ち明け、楠はそれを受け入れる一方、加賀美に「あなたのニセモノが現れた」と教える。
そして加賀美とチャームガール達は、棚尾の姉にして弓子の母・沢村さわ子の料亭「さわむら」に行き、以前ニセモノが付き合っていたチャームガールの1人・久美を囮にニセモノを誘き出そうとした。まもなくニセモノがやって来た。早速さわ子は久美の部屋へ案内、その席上、久美はニセモノに「発表会が終わったらどこかへ行こう」と約束、これで発表会当日にニセモノが失踪する心配は無くなった。更にその様子を見ていた加賀美は、ニセモノを見て「あれはうちの研究所で皿洗いをしていた者だ」と言う。やはりニセモノだ。一方藤尾は、レストランでニセモノが南川と木下と会話している所を写真におさめ、更にトレビアンの企みを知った。それによると、ニセモノはパリで食い詰めた詐欺師であり、ニセモノが作ったベニカオールは、塗ると唇が真っ赤に腫れてしまうというシロモノだった。これで証拠は揃った。

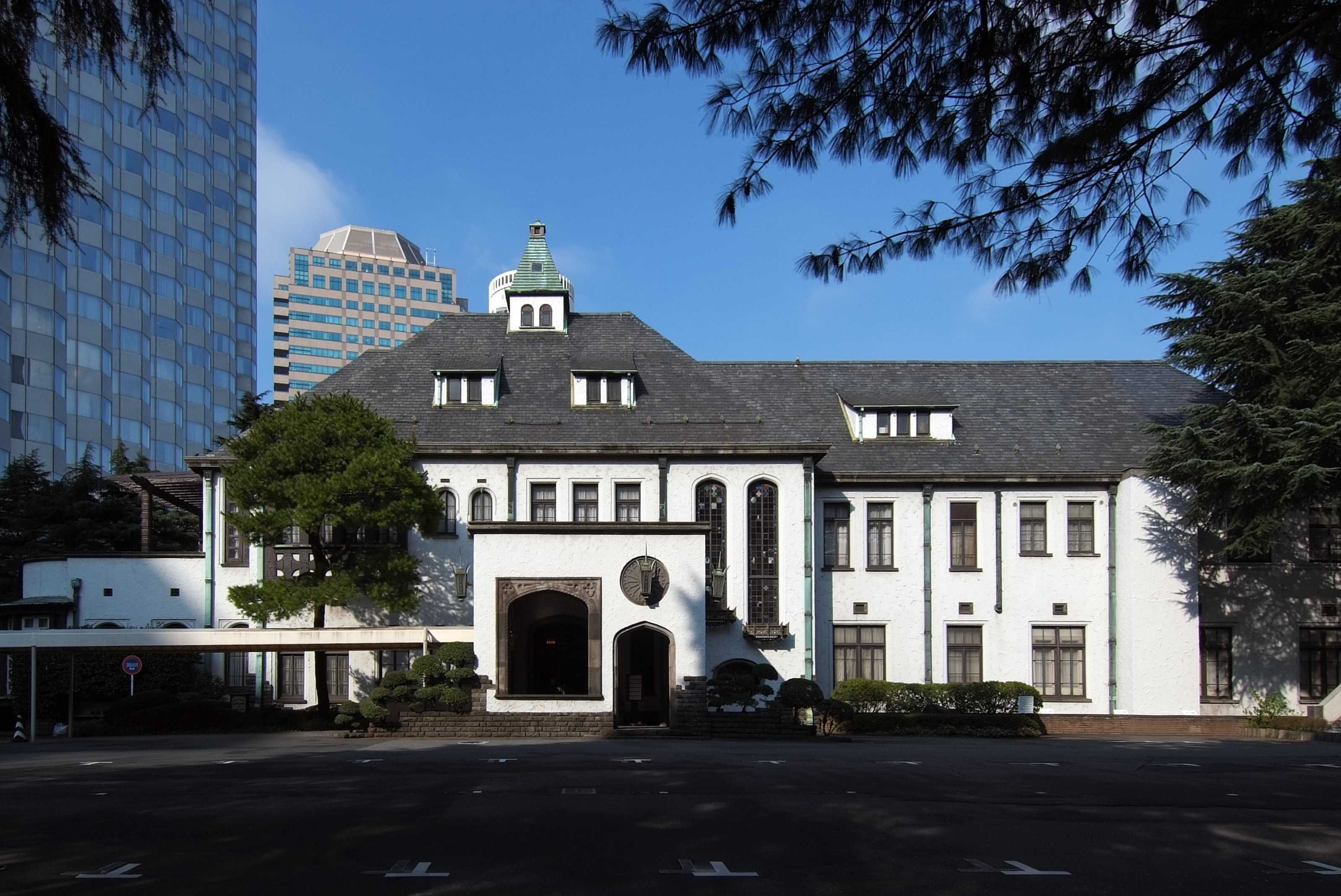
「プランタン化粧品」発表会の場所として使われた赤坂プリンスホテル（旧館）

そしていよいよ、赤坂プリンスホテルで発表会が行われ、ニセモノは壇上へ。そこへ本物の加賀美が現れ、ニセモノの正体が暴かれる。もちろんニセモノはシラを切るが、そこへ藤尾と坂本が「証拠を見せてやる!」と写真をばらまき、とどめはチャームガール達のケーキぶつけ、これを見た南川と木下はあわてて退散し、一件落着。そして棚尾と加賀美は「ベニカオールとプランタンを、いつまでも愛して下さい」と挨拶し、皆で合唱、会場は拍手で一杯となった。

## スタッフ
- 製作：山本紫朗・渡辺美佐
- 監督：古澤憲吾
- 原作：小野田勇
- 脚本：小野田勇・田波靖男
- 音楽：中村八大・宮川泰／萩原哲晶[1]、桜井順[2]
- 作詞：永六輔、小野田勇、岩谷時子、青島幸男
- 撮影：飯村正
- 美術：小川一男
- 録音：斎藤昭
- 照明：隠田紀一
- 整音：下永尚
- 監督助手：松森健
- 編集：黒岩義民
- 現像：東洋現像所
- 製作担当：島田武治

## キャスト
- 棚尾ケイ子（「プランタン化粧品」社長）：淡路恵子
- 植木（「プランタン化粧品」宣伝係長、チャームガール主任）：植木等（ハナ肇とクレージーキャッツ）
- 波奈（「プランタン化粧品」宣伝課長）：ハナ肇（ハナ肇とクレージーキャッツ）
- 犬塚（「プランタン化粧品」宣伝課社員）：犬塚弘（ハナ肇とクレージーキャッツ）
- 桜井（同上）：桜井センリ[3]（ハナ肇とクレージーキャッツ）
- 安田（同上）：安田伸（ハナ肇とクレージーキャッツ）
- 石橋（同上）：石橋エータロー（ハナ肇とクレージーキャッツ）
- 坂本九馬（「プランタン化粧品」給仕、定時制高校生）：坂本九
- 令子（「プランタン化粧品」チャームガールのリーダー格）：団令子
- ケン加賀見（化粧品研究家）：ビンボー・ダナオ[4]
- 偽者加賀見（「トレビアン化粧品」の差し金）：谷啓（ハナ肇とクレージーキャッツ）
- 松森（「プランタン化粧品」専務）：松村達雄
- 南川（「プランタン化粧品」常務）：平田昭彦
- 藤尾富士男（「プランタン化粧品」専属カメラマン）：ジェリー藤尾
- 弓子（「プランタン化粧品」チャームガール）：浜美枝
- 久美（同上）：藤山陽子
- 美枝（同上）：中真千子
- 眉子（「トレビアン化粧品」OL）：若林映子
- 沢村さわ子（料亭「さわむら」女将。ケイ子の姉、弓子の母）：沢村貞子
- 有馬（「プランタン化粧品」人事課長）：有島一郎
- 木下（「トレビアン化粧品」専務）：清水元
- 佐谷（「トレビアン化粧品」宣伝部員、弓子の恋人）：佐原健二
- 谷（スナック「トップ」のマスター）：青島幸男[5]
- 飯田（「トレビアン化粧品」宣伝部員）：ダニー飯田（ダニー飯田とパラダイス・キング）
- 佐野（同上）：佐野修（ダニー飯田とパラダイス・キング）
- 増田（同上）：増田多夢（ダニー飯田とパラダイス・キング）
- 石田（同上）：石田智（ダニー飯田とパラダイス・キング）
- 上野（同上）：上野保夫（ダニー飯田とパラダイス・キング）
- 鈴木（「トップ」のボーイ）：井上大介
- 楠七重（総合美容師。藤尾の知人）：三原葉子
- 朝太（「都南工業大学」学生。営業課長の親類）：古今亭志ん朝
- 平吉（「さわむら」板前）：世志凡太
- 営業課長（プランタン化粧品）：人見明
- 女秘書（同上）：田村奈巳[6]
- デパートの部長：土屋詩郎
- 都南工業大学の生徒（朝太の麻雀仲間）：西條康彦
- トレビアン化粧品の宣伝課長：岡豊
- - : 細川隆一
- - : 門脇三郎
- - : 小桜京子
- プランタン化粧品のチャームガール：丘照美
- - : 杉浦千恵
- プランタン化粧品のチャームガール：田辺和佳子
- －：古谷敏
- 都南工業大学の生徒：丸山謙一郎
- - : 佐竹弘行

## 挿入歌

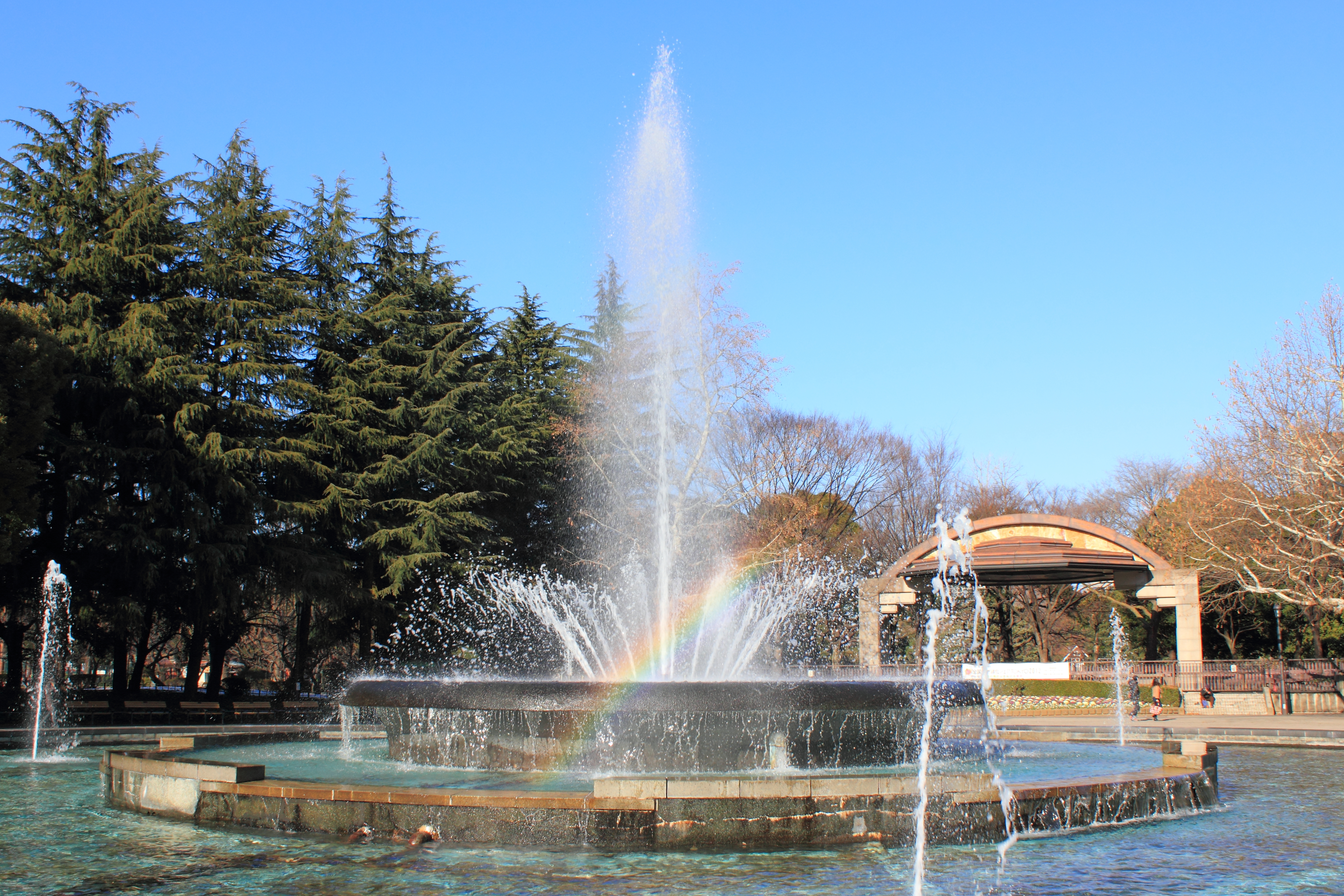
劇中で藤尾が「インディアン・ツイスト」を歌った日比谷公園の噴水（『続・若い季節』でも、スパーク3人娘が「素敵なセブンティーン」をこの場所で歌った）

「若い季節」
作詞：永六輔／作曲：桜井順
混声合唱で歌われる主題歌（オリジナルはザ・ピーナッツ）。オープニングとエンディングで使用。OPでは1番と2番、EDでは1番のみを歌うが、OPでは一部歌詞が削られている。
「宣伝合戦の唄」
作詞・作曲：？
両社の対抗意識をイメージした歌で、ホリゾント内で（ハナ・谷を除く）クレージーとパラダイスキングが女性ダンサーと共に踊る。
「こりゃ、九馬の唄」
作詞・作曲：？／歌：坂本九
皆の用件を聞いている坂本給仕の場面で歌われる。
「芸術の唄」
作詞：？／作曲：桜井順／歌：ジェリー藤尾
プランタンとトレビアンが商売合戦をしていた、デパートの屋上の遊園地で、藤尾カメラマンが令子の写真を撮ろうとした場面で歌われる。
「客寄せの歌」
作詞：青島幸男／作曲：萩原哲晶／歌：植木等
プランタン製品を売ろうと、植木主任が歌う。楽曲としてはワンコーラス分制作されており、CD化もされているが、本作の中では途中までとなる。
「だめでもともと～チャンチキツイスト」
作詞：青島幸男／作曲：萩原哲晶／歌：植木等
料亭「さわむら」の部屋で、植木主任がチャームガール達の前で歌い踊る。後に『日本一の色男』でも異なる歌詞で歌われた。
「パリは素敵」
作詞・作曲：？／歌：女性コーラス
「パリからプランタンに入社するのがいる」（実はニセの加賀美）と聞かされ、喜んだ久美と弓子の心をイメージし、ホリゾント内で女性ダンサーが歌う。
「ドント節」
作詞：青島幸男／作曲：萩原哲晶／歌：植木等→坂本九
給料を貰って上機嫌の植木主任が「♪サラリーマンは〜」と歌うと、坂本給仕が「♪気楽な稼業ときたもんだ〜」とコミカルに、アカペラで歌う（予告編では伴奏付き）。
「宣伝部の歌（軍艦マーチ）」
作曲：瀬戸口藤吉
プランタン本社ビルの屋上で液体口紅のレクチャーと名称募集の告知が行われた後、突然軍人口調になった植木主任の号令の元、この曲に乗って宣伝部社員が踊る。古澤映画の真骨頂ともいうべき場面。
「上を向いて歩こう」
作詞：永六輔／作曲：中村八大／歌：坂本九→植木等
亡母の写真の入った財布を落とし、落ち込んでいた坂本給仕が「♪上を向〜いて」と歌うと、植木主任が「♪歩〜るこう〜」と階段を昇りながら歌う（こちらは伴奏付き）。本作中コミカルな演技に徹している植木が、真面目な表情をみせる数少ない場面でもある。
「インディアン・ツイスト」
作詞：永六輔／作曲：中村八大／歌：ジェリー藤尾
チャームガール達から南川の尾行を頼まれた藤尾カメラマンが、チャームガール達を従え、日比谷公園で威勢良く歌う。ジェリーの代表曲「遠くへ行きたい」のシングルB面に収録されていた楽曲。
「人恋しい秋」
作詞・作曲：？／歌：ビンボー・ダナオ
研究所内で、楠と踊りながら加賀美が歌う。

## 同時上映
『やま猫作戦』
- 脚本：関沢新一／監督：谷口千吉／主演：佐藤允
- 『独立愚連隊』から始まった『愚連隊』シリーズの1作。

## 補足
- 植木等と浜美枝の共演は、これが初。また、植木と人見明の共演は『ニッポン無責任時代』に次いで2作目だが、人見が（直接ではないが）植木の上司役で出るのはこれが初。
- CS放送は、2005年1月に日本映画専門チャンネルで放送。2008年12月にチャンネルNECOで放送した（双方とも『続・若い季節』と共に放送）。